# Belvedere 21
Das Belvedere 21 ist ein Gebäude, das 1958 als österreichischer Pavillon zur Expo 58 in Brüssel errichtet und 1962 bis 2001 in Wien als Museum des 20. Jahrhunderts (Spitzname 20er Haus) bzw. als Dependance des aus ihm hervorgegangenen Museums moderner Kunst (MUMOK) genutzt wurde. Hierzu wurde es von Brüssel in den Schweizergarten im 3. Wiener Gemeindebezirk, Landstraße, verbracht.
Am 15. November 2011 wurde das Gebäude nach Um- und Ausbau als Dependance der Österreichischen Galerie Belvedere wiedereröffnet und trug bis 2017 in Hinblick auf die Kunstbetrachtung aus heutiger Sicht den Namen 21er Haus. Es zeigt nun österreichische Kunst des 20. und 21. Jahrhunderts im internationalen Kontext und wird von seiner Leitung als Museum für zeitgenössische Kunst definiert.
Im Dezember 2017 gab das Museum bekannt, dass die Einrichtung von 2018 an den Namen Belvedere 21 führen wird.

## Geschichte
Beim 20er Haus (auf Wienerisch meist Zwanz’ger-Haus genannt), seit 2011 auch 21er Haus, handelt es sich um den von Karl Schwanzer entworfenen Österreich-Pavillon bei der Weltausstellung 1958 in Brüssel. Die an vier Pylonen hängende Stahlkonstruktion wurde mit dem Grand Prix ausgezeichnet. Um den Pavillon vor seiner nach Beendigung der Weltausstellung vorgesehenen Zerstörung zu retten, erreichte der damalige österreichische Regierungskommissär Manfred Mautner Markhof  dessen fachgerechte Zerlegung und Transfer von Belgien nach Österreich. An der Wiener Arsenalstraße 1 im Schweizergarten wurde er schließlich neu aufgestellt. Offene Bereiche und das Erdgeschoß wurden verschlossen bzw. überdacht.
Mit einer Eröffnungsausstellung wurde das Gebäude als Museum des 20. Jahrhunderts (M20) am 20. September 1962 eröffnet. Über das neue Museum und die erste Ausstellung, Kunst von 1900 bis heute, hieß es, das Museum stelle einen solchen Einbruch in die Wiener Museumstradition dar, „dass man sich unwillkürlich beim ersten Betreten des Museums wie auf exterritorialem Boden vorkommt“. Werner Hofmann, bis 1969 Gründungsdirektor des M20, schrieb anlässlich der Eröffnung: „Das neue Haus besitzt die Signatur unseres Zeitalters, seine räumliche Anlage trägt dem Umstand Rechnung, dass die Kunst dieses Jahrhunderts ein kraftvolles, oft aggressives Selbstbewusstsein zur Schau trägt, das nach Weite und Offenheit verlangt.“ Das Museum war das erste von der seit 1918 bestehenden Republik Österreich neu erbaute.
1969 bis 1979 fungierte Alfred Schmeller als Direktor, gefolgt von Dieter Ronte, bis 1989 erster Direktor des Museums Moderner Kunst (Haupthaus ab 1979: Gartenpalais Liechtenstein). Es nutzte nun das 20er Haus als Ausstellungshalle, bis das mumok 2001 in sein neues Haus im neuen MuseumsQuartier (ehemalige Hofstallungen) umzog.
2002 wurde das Haus an das Belvedere übergeben, und 2007 erhielt Adolf Krischanitz – ein Schüler Karl Schwanzers – den Auftrag, das einstige Architekturjuwel zu renovieren. Die feierliche Wiedereröffnung des renovierten Gebäudes als „21er Haus – Museum für zeitgenössische Kunst“ erfolgte im November 2011.
2018 wurde das bisherige 21er Haus zum Belvedere 21.

## Gegenwart

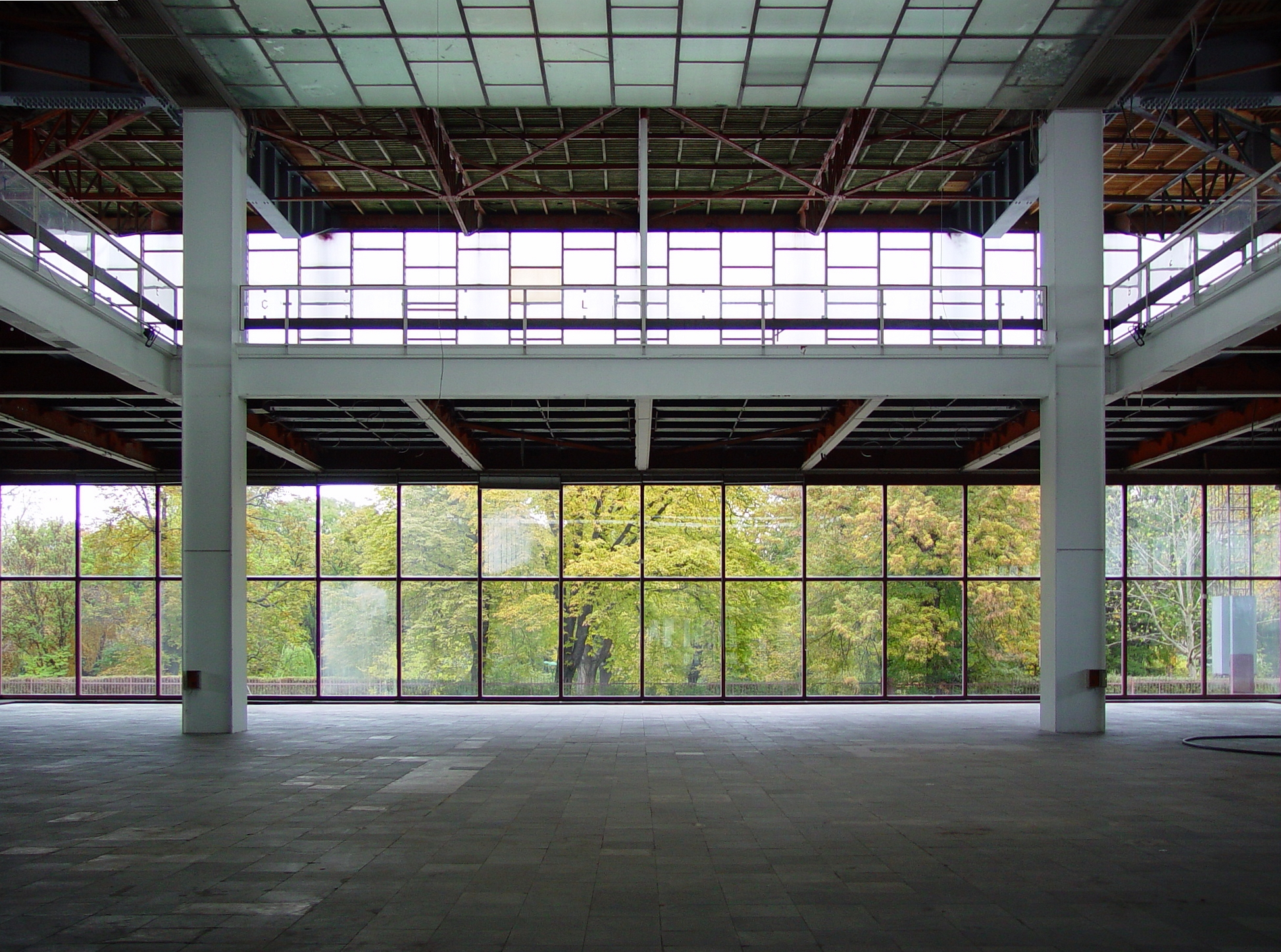
Das leer stehende Gebäude, 2007

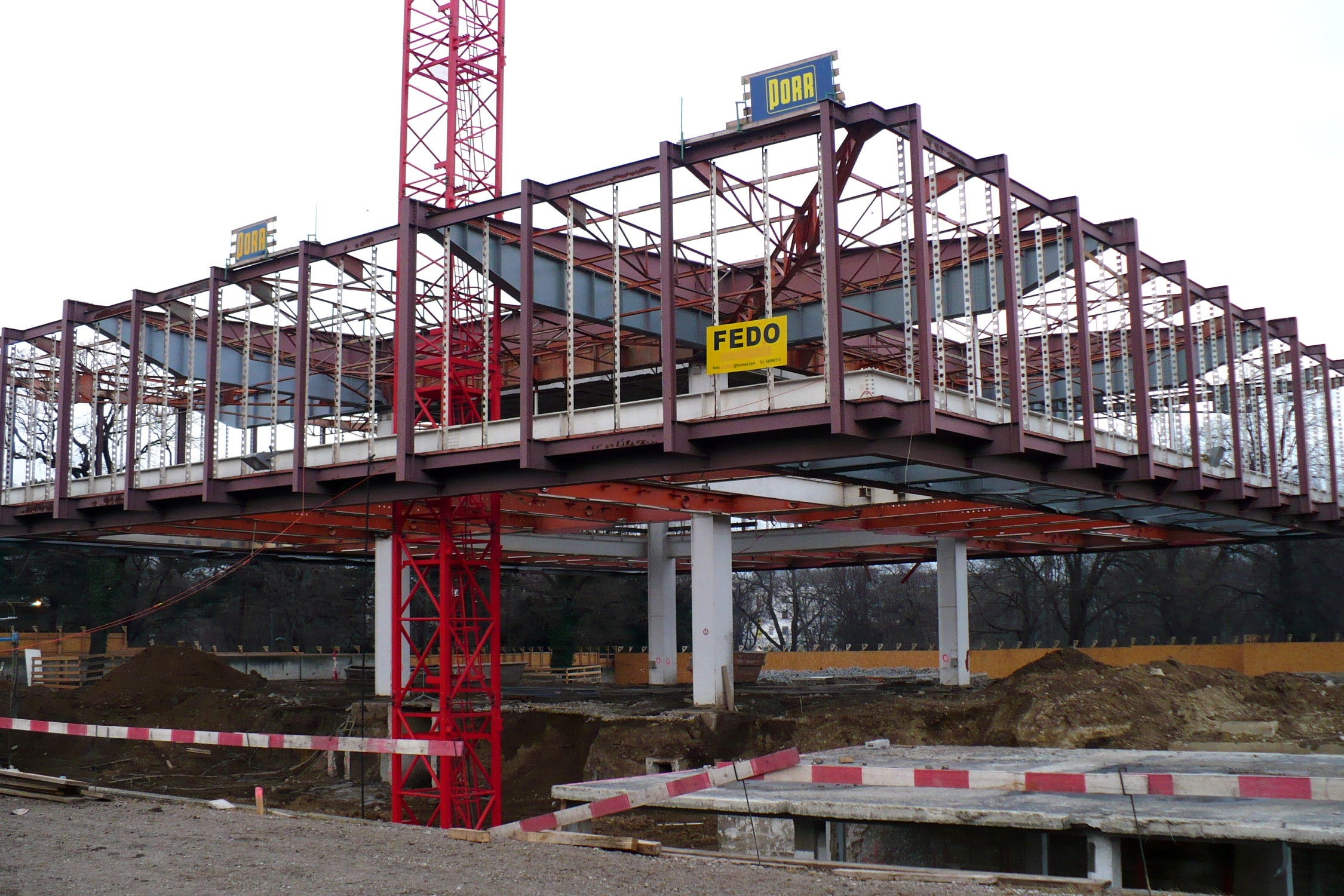
Das auf vier Pylonen ruhende Stahlskelett, Jänner 2009

2002 wurde das damalige 20er Haus vom Unterrichtsministerium an die Österreichische Galerie Belvedere übergeben, doch fehlte längere Zeit das Geld für die nötige Neugestaltung. Das denkmalgeschützte Bauwerk stand jahrelang leer. 2008 wurde unter der Verantwortung der 2007 bestellten Belvedere-Direktorin Agnes Husslein mit Umbauarbeiten begonnen; Architekt der Rekonstruktion war Adolf Krischanitz. Die Tragfähigkeit der Stahlkonstruktion wurde an die geltende Bauordnung angepasst, der 75 Meter lange Vorbau der 1960er Jahre wurde wieder aufgestellt; auf dem ehemaligen Parkplatz wurde ein Büroturm errichtet.
Ein rund 250 m² großer Ausstellungsraum im Untergeschoß des Hauses ist dem Bildhauer Fritz Wotruba und seinem künstlerischen Umfeld gewidmet (Wotruba-Stiftung). Die Artothek des Bundes wurde im zweiten Untergeschoß untergebracht und im November 2012 eröffnet. Adolf Krischanitz und Hermann Czech gestalteten die Möblierung des neuen Restaurants, Bernhard Cella führt im Sinne einer künstlerischen Intervention den Museumsladen. Das von seiner Bestuhlung und Wandabwicklung her im Wesentlichen auf die Expo 58 zurückgehende Kino, nunmehr nach dem Sponsor Blickle-Kino genannt, wird seit 2012 wieder bespielt.
Am 20. September 2011 erfolgte im Beisein von Bundesministerin Claudia Schmied die Feier zur Fertigstellung des Gebäudes. Im Anschluss erfolgte die Verleihung des BC21 Art Award an junge innovative Künstlerinnen. Am 15. November 2011 wurde der Museumsbetrieb aufgenommen. Belvedere-Direktorin Agnes Husslein-Arco sagte dazu: „Der Mythos des 20er Hauses basierte auf einer unkonventionellen und interdisziplinären Programmatik, und diese wollen wir fortführen.“
Anfang 2018 folgte schließlich die Umbenennung in Belvedere 21: „Unter der starken Dachmarke des Belvedere mit drei Standorten wird das Belvedere 21 neu positioniert: als Schauplatz für Kunst, Performance, Musik, Film, Vorträge, Diskussionen, Künstler_innengespräche und als lebendiger Treffpunkt im urbanen Zukunftsgebiet.“

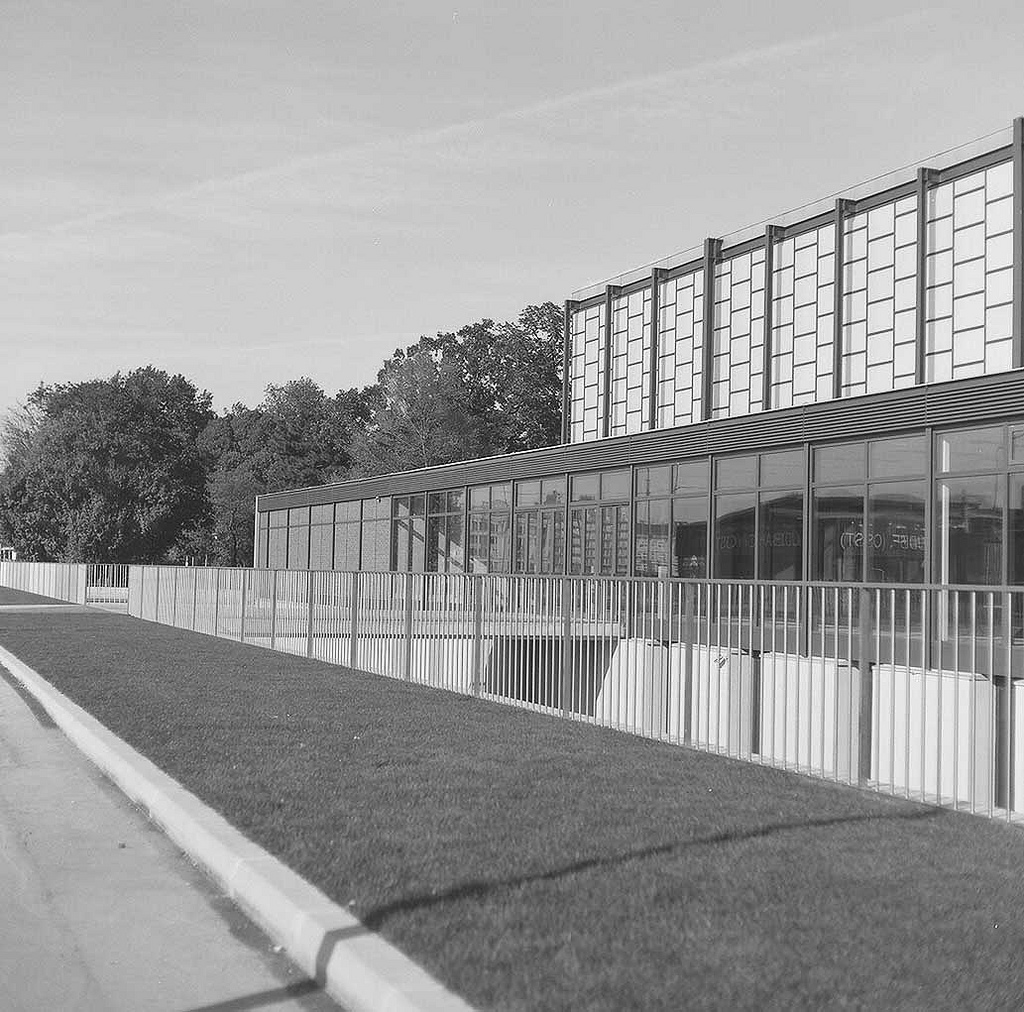
Außenfassade
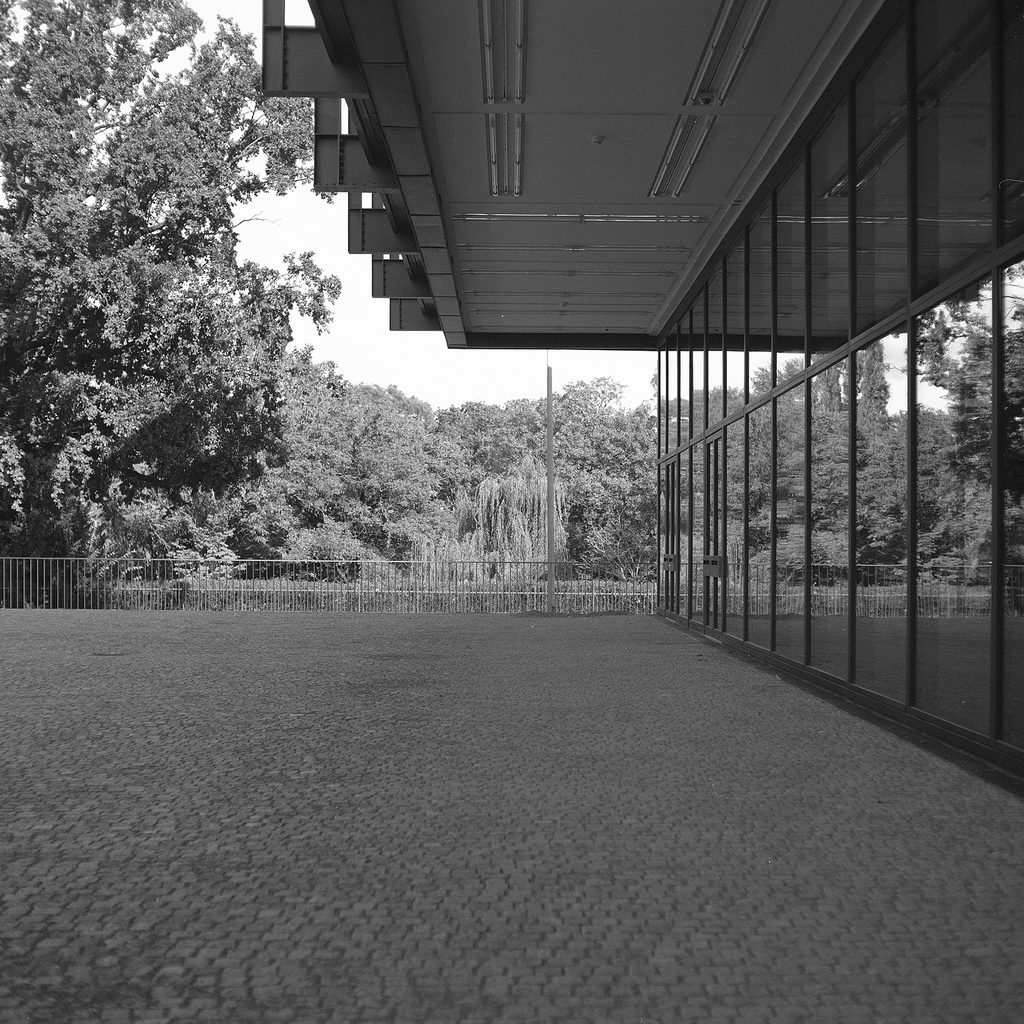
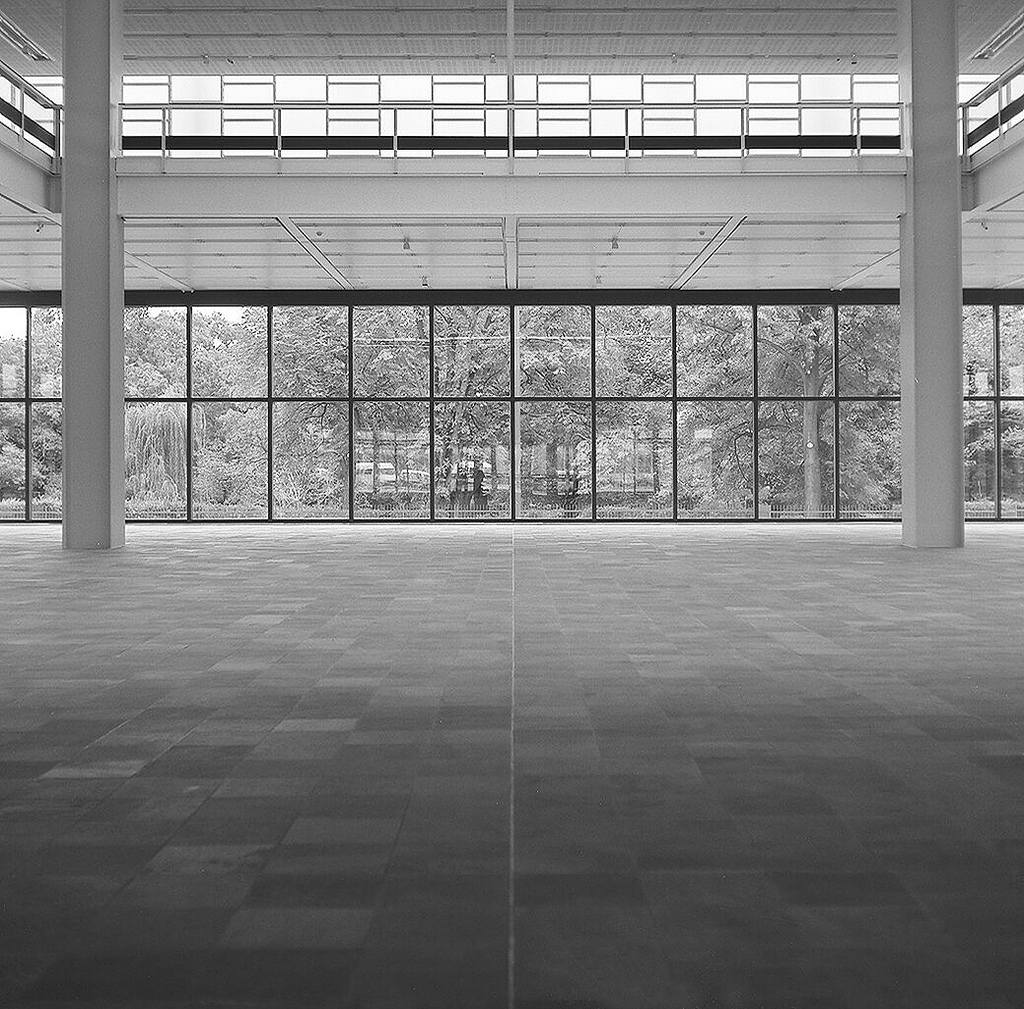
Erdgeschoß
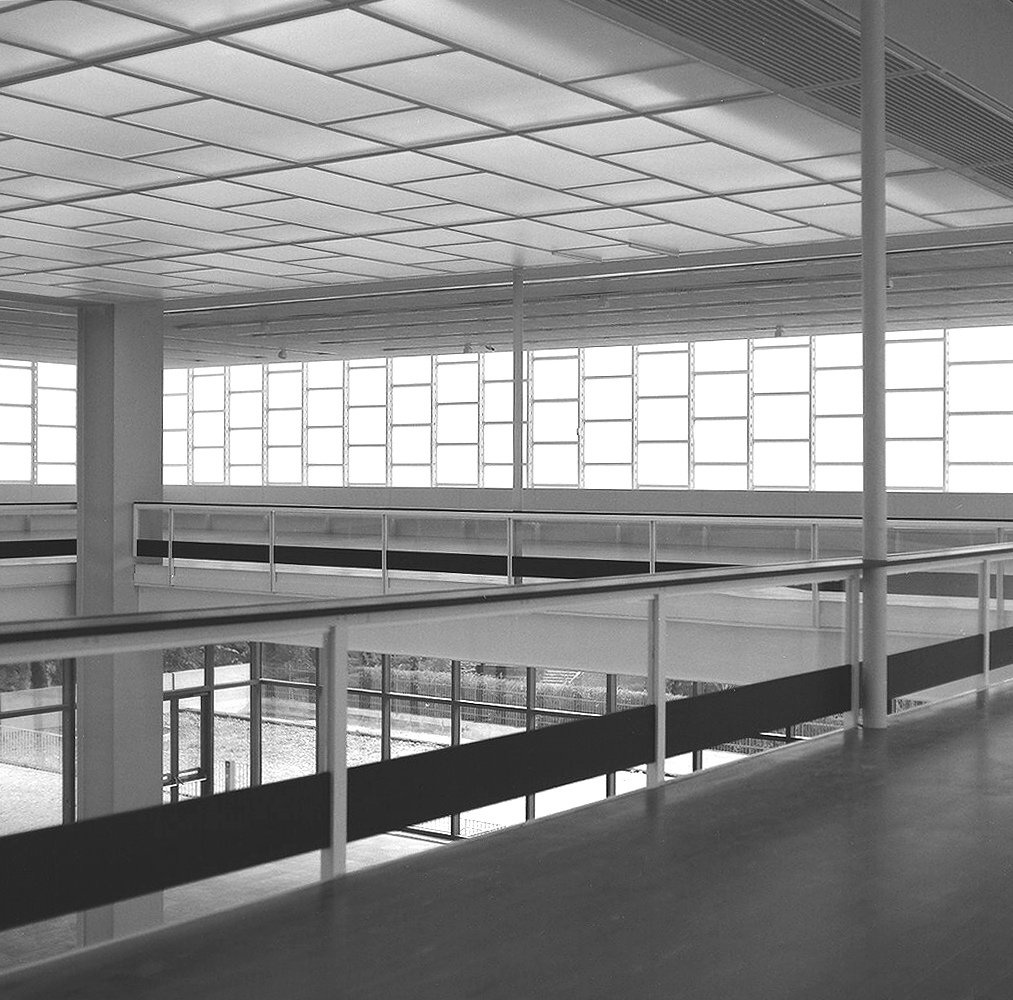
Erster Stock
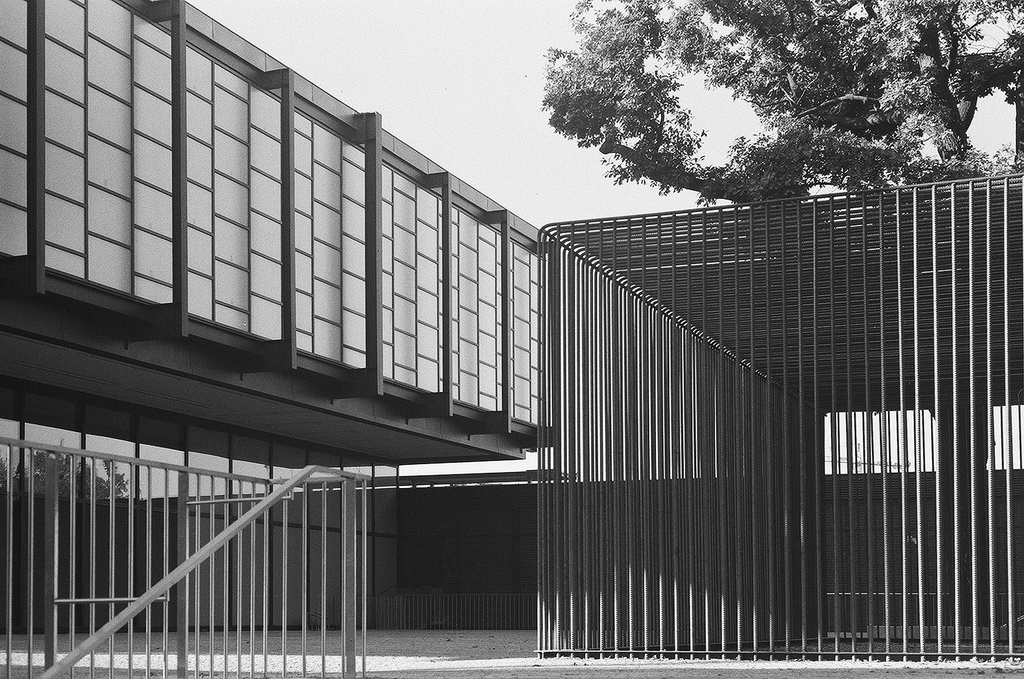
„Wild Cube“

## Ausstellungen (Auswahl)
- 2015/2016: Fritz Wotruba, Denkmäler, Skulptur und Politik
- 2015/2016: Simon Wachsmuth, Monumente. Dokumente.
- 2016: Ai Weiwei, translocation – transformation
- 2016/2017: Franz West, Franz West-Artistclub
- 2017: Daniel Richter, Lonely Old Slogans, Retrospektive
- 2017: Erwin Wurm, Performative Skulpturen
- 2019: Christian Ludwig Attersee, Feuerstelle
- 2022: Rebecca Warren, The Now Voyager